# Гибсон, Гарретсон Уилмот
Гарретсон Уилмот Гибсон (англ. Garretson Wilmot Gibson; 20 мая 1832, Балтимор, штат Мэриленд, США — 26 апреля 1910, Монровия, Либерия) — либерийский государственный деятель, президент Либерии (1900—1904). Был последним президентом Либерии, который родился в Соединённых Штатах.

## Биография
Его семья эмигрировала в Либерию из США в 1845 году. Получив образование в миссионерских школах, он вернулся в Мэриленд, чтобы изучать теологию. Посвящённый в священники, он служил настоятелем Епископальной Церкви Троицы в Монровии; также служил капелланом в либерийском сенате. Позже он занимал пост президента попечительского совета Либерийского колледжа, а с 1892 по 1896 год являлся президентом (ректором) колледжа.
Начал свою политическую жизнь как мировой судья. С 1892 по 1900 год являлся министром иностранных дел Либерии, одновременно, после избрания Уильяма Д. Колмена президентом в 1896 году, был назначен министром внутренних дел. После вынужденной отставки Колмена в декабре 1900 года в отсутствие вице-президента, исполнял обязанности главы государства. В том же году он победил на выборах и занимал пост президента Либерии до 1904 года. В этот период, несмотря на то, что в 1903 году британцы вынудили Либерию заключить союз со Сьерра-Леоне, напряжённость вдоль границы двух территорий оставалась на высоком уровне. При этом всякий раз, когда британцы и французы намеревались расширить за счёт Либерии соседние подконтрольные им территории, периодическое появление военных кораблей США помогало препятствовать вторжению.